# Elimination Chamber (2024)
Elimination Chamber (2024), também conhecido como Elimination Chamber: Perth (conhecido como No Escape na Alemanha), foi um evento de luta profissional produzido pela WWE. Foi a 14ª edição do Elimination Chamber e foi transmitido em pay-per-view (PPV) e transmissão ao vivo, contando com lutadores das divisões das marcas Raw e SmackDown da promoção. O evento aconteceu no sábado, 24 de fevereiro de 2024, no Optus Stadium em Perth, Austrália Ocidental, Austrália, marcando o primeiro evento da WWE a ser realizado na Austrália desde o Super Show-Down em outubro de 2018, e o único evento da WWE no Região Ásia-Pacífico em 2024. Este também foi o terceiro Elimination Chamber consecutivo a ser realizada fora dos Estados Unidos, após os eventos de 2022 e 2023, e a primeira a ter um subtítulo com o nome de sua cidade-sede. O evento também foi o primeiro evento do Elimination Chamber a acontecer em um local ao ar livre.
O evento é baseado na luta Elimination Chamber, um tipo de combate em uma jaula de aço com múltiplos participantes, onde campeonatos ou futuras oportunidades de disputar campeonatos estão em jogo. O evento de 2024 contou com duas lutas desse tipo, uma para os homens e outra para as mulheres, com lutadores de ambas as marcas participando de cada uma. Os vencedores de ambas as lutas ganharam a oportunidade de disputar os campeonatos mundiais da marca Raw—o Campeonato Mundial dos Pesos Pesados e o Campeonato Mundial Feminino—na WrestleMania XL. A luta masculina, que leva o nome do evento, foi vencida por Drew McIntyre, do Raw, enquanto a luta feminina, que foi a luta de abertura, foi vencida por Becky Lynch, também do Raw. Outras três lutas, incluindo uma no pré-show, também foram disputadas no evento. O evento principal foi entre duas lutadoras australianas, onde Rhea Ripley derrotou Nia Jax para reter o Campeonato Mundial Feminino, sendo esta a primeira vez que mulheres protagonizaram um evento principal de um PPV e evento de livestreaming da WWE desde a WrestleMania 37, em abril de 2021.

## Produção

### Introdução
Elimination Chamber é um evento de luta livre profissional produzido pela promoção americana WWE em 2010. Tem sido realizado todos os anos desde então, exceto em 2016, geralmente em fevereiro. O conceito do evento é que uma ou duas partidas do evento principal sejam disputadas dentro da Elimination Chamber, seja com campeonatos ou oportunidades futuras em campeonatos em jogo.
Anunciado em 21 de setembro de 2023, o 14º evento Elimination Chamber, intitulado Elimination Chamber: Perth, foi programado para acontecer no sábado, em 24 de fevereiro de 2024, no Optus Stadium em Perth,  Austrália Ocidental, Austrália, e contará com lutadores das divisões de marca Raw e SmackDown. Este foi o primeiro evento do Elimination Chamber a ser realizado na Austrália, e o terceiro a ser realizado fora dos Estados Unidos, depois da 2022 e da 2023 eventos, que foram realizados na Arábia Saudita e no Canadá, respectivamente. Isso também marca o primeiro evento da WWE a ser realizado na Austrália desde Super Show-Down em outubro de 2018, e o único evento da WWE na Ásia–Pacífico em 2024. Este também é o primeiro evento da Elimination Chamber a ter uma legenda com o nome de sua cidade-sede. O evento irá ao ar em pay-per-view em todo o mundo e estará disponível para livestream no Peacock nos Estados Unidos e na WWE Network em maioria dos mercados internacionais. Ele também será transmitido ao vivo no Binge na Austrália depois que a versão australiana da WWE Network se fundiu com o canal Binge da Foxtel em janeiro de 2023. Os ingressos foram colocados à venda em 10 de novembro de 2023.
Em 2011 e desde 2013, o evento foi promovido como "No Escape" na Alemanha, pois temia-se que o nome "Câmara de Eliminação" pudesse lembrar as pessoas das câmaras de gás usadas durante a Holocausto.

### Rivalidades
O evento incluiu lutas resultantes de histórias roteirizadas. Os resultados foram predeterminados pelos escritores da WWE nas marcas Raw e SmackDown, enquanto as histórias foram produzidas nos programas de televisão semanais da WWE, Monday Night Raw e Friday Night SmackDown.
No episódio de 2 de fevereiro do SmackDown, Pete Dunne e Tyler Bate venceram uma fatal four-way tag team match derrotando Legado Del Fantasma (Angel e Berto), Pretty Deadly (Elton Prince e Kit Wilson) e Latino World Ordem (Joaquin Wilde e Cruz Del Toro). O próximo episódio do Raw contará com a segunda luta fatal de quatro equipes entre #DIY (Johnny Gargano e Tommaso Ciampa), The Creed Brothers (Brutus Creed e Julius Creed), Imperium (Giovanni Vinci e Ludwig Kaiser), e The New Day (Kofi Kingston e Xavier Woods), em que os vencedores enfrentarão Dunne e Bate para determinar os candidatos nº 1 ao The Judgment Day (Damian Priest e Finn Bálor) Campeonato Indiscutível de Duplas da WWE na Elimination Chamber.

#### Lutas canceladas
Brock Lesnar, que apareceu pela última vez no SummerSlam em agosto de 2023, estava planejado para retornar ao Royal Rumble na luta masculina Royal Rumble. Também estava previsto que ele teria sido eliminado por "Dirty" Dominik Mysterio para marcar uma luta entre os dois no Elimination Chamber. No entanto, devido a Lesnar ter sido referenciado em um processo de tráfico sexual contra Vince McMahon, Lesnar foi retirado do Royal Rumble e todas as histórias planejadas para ele que levavam à WrestleMania XL foram descartadas.
O australiano Bronson Reed também foi originalmente planejado para se envolver na Elimination Chamber. Foi relatado que Reed originalmente deveria desafiar Seth "Freakin" Rollins pelo Campeonato Mundial de Pesos Pesados, no entanto, devido à lesão de Rollins, os planos foram alterados. A esposa de Reed também deu à luz seu filho cedo.

## Evento
| Função:                 | Nome:             |
| ----------------------- | ----------------- |
| Comentaristas ingleses  | Michael Cole      |
| Comentaristas ingleses  | Corey Graves      |
| Comentaristas espanhóis | Marcelo Rodriguez |
| Comentaristas espanhóis | Jerry Soto        |
| Anunciador de ringue    | Mike Rome         |
| Árbitros                | Danilo Anfibio    |
| Árbitros                | Jessika Carr      |
| Árbitros                | Dan Engler        |
| Árbitros                | Daphanie LaShaunn |
| Árbitros                | Eddie Orengo      |
| Árbitros                | Chad Patton       |
| Árbitros                | Ryan Tran         |
| Entrevistador           | Byron Saxton      |
| Painel pré-show         | Megan Morant      |
| Painel pré-show         | Peter Rosenberg   |
| Painel pré-show         | Sam Roberts       |

As primeiras tempestades em Perth, que causaram o abandono do Rottnest Channel Swim, criaram algumas preocupações sobre seu impacto potencial no evento da Câmara de Eliminação que estava por vir. O tempo melhorou com o passar do dia, com 52.590 fãs participando pessoalmente do evento.

### Pré-show
Houve uma partida que ocorreu no pré-show Elimination Chamber: Perth Kickoff em que The Kabuki Warriors (Asuka e Kairi Sane) defenderam o WWE Women's Tag Team Championship contra Candice LeRae e a australiana Indi Hartwell. Os Kabuki Warriors foram mantidos depois que Sane executou um Insane Elbow em LeRae para a imobilização.

### Lutas preliminares
O evento real começou com a luta Women's Elimination Chamber para uma luta pelo Campeonato Mundial Feminino na WrestleMania XL. Becky Lynch e Naomi iniciaram a partida. Tiffany Stratton saiu primeiro do grupo, seguida por Liv Morgan, Raquel Rodriguez e Bianca Belair. Naomi acertou um Sunset Flip Powerbomb em Morgan, mas Stratton enrolou Naomi em um pin para a eliminação. Stratton lançou uma bomba Swanton do topo de uma cápsula em todos. Stratton foi então eliminado por Morgan depois que Morgan realizou o Oblivion e derrotou Stratton. Lynch travou Rodriguez no Dis-Arm-Her e depois finalizou com Armlock, mas Belair eliminou Rodriguez após realizar o KOD e imobilizá-la. Morgan entregou um Superplex em Lynch, que ficou de joelhos no 450 Splash de Belair. Belair tentou um KOD em Lynch, que caiu de pé. Morgan eliminou Belair com um rollup pin e então Lynch acertou o Manhandle Slam em Morgan e a imobilizou para vencer e ganhar uma luta pelo Campeonato Mundial Feminino na WrestleMania.
Em seguida, The Judgment Day (Finn Bálor e Damian Priest, acompanhados por "Dirty" Dominik Mysterio) defenderam o Undisputed WWE Tag Team Championship contra New Catch Republic (Pete Dunne e Tyler Bate). Bate acertou um Tope Con Hilo através das cordas em Priest, mas Mysterio puxou o pé de Priest por baixo da corda, o que resultou na expulsão de Mysterio do ringue pelo árbitro. Dunne e Bate acertaram um Double Tyler Driver '97 e um Double Birminghammer em Bálor para quase cair. No final, Priest acertou um Double South of Heaven Chokeslam em ambos e então Bálor realizou o Coup de Grâce em Dunne para reter.
Depois disso, em seu país natal, Grayson Waller (junto com Austin Theory) apresentou "The Grayson Waller Effect" com convidados, o vencedor do Royal Rumble masculino de 2024, Cody Rhodes, e o campeão mundial dos pesos pesados, Seth "Freakin" Rollins. Antes do segmento começar, Waller compartilhou um shoey com o australiano artes marciais mistas, Tai Tuivasa do Ultimate Fighting Championship, que estava na primeira fila. Durante o segmento, Rollins anunciou que estava quase clinicamente liberado para retornar à ação no ringue. Em uma nova versão do WrestleMania XL, Rhodes lançou um desafio para The Rock, no qual Rollins afirmou que Rhodes não estaria sozinho enfrentando The Bloodline (Rock , Roman Reigns, Jimmy Uso e Solo Sikoa). Theory então provocou ambos com bordões de Rock, o que resultou em Rhodes atacando Theory com o Cody Cutter seguido por Rollins executando The Stomp.
A penúltima luta foi a Men's Elimination Chamber para uma luta pelo World Heavyweight Championship na WrestleMania XL. Drew McIntyre e LA Knight começaram a luta. Kevin Owens saiu da cápsula primeiro, seguido por Bobby Lashley, Randy Orton e Logan Paul. Lashley colocou Paul em uma câmara com uma lança. McIntyre acertou Lashley duas vezes com o Claymore Kick e o derrotou para a eliminação. Knight infligiu Blunt Force Trauma em Orton e McIntyre. AJ Styles, que entrou pela porta aberta da câmara quando Lashley estava saindo, atacou Knight com uma cadeira de aço, permitindo que McIntyre imobilizasse Knight para a eliminação. McIntyre tentou um Claymore em Owens, que rebateu com o Pop-Up Powerbomb. Owens errou o Pop-Up e o Stunner em Orton, que eliminou Owens com uma imobilização após realizar um RKO. Paul usou soco inglês, mas passou muito tempo se regozijando e Orton acertou um RKO em Paul e o derrotou para a eliminação. McIntyre tentou um Claymore em Orton, mas Orton desmaiou devido à lesão nas costas. Orton sugou McIntyre e executou o RKO, mas Paul, que ainda não havia saído da câmara após sua eliminação, acertou Orton com One Lucky Punch enquanto usava o soco inglês, permitindo que McIntyre imobilizasse Orton e vencesse para ganhar uma luta pelo World Heavyweight. Campeonato na WrestleMania.

### Evento principal
Na luta principal, a australiana Rhea Ripley defendeu o Campeonato Mundial Feminino contra Nia Jax, também nascida na Austrália. Jax dominou a maior parte da partida. Jax acertou um Samoan Drop para Ripley da corda do meio para quase cair. Jax acertou outro Samoan Drop para Ripley na mesa de anunciantes e a empurrou através da mesa com um Elbow Drop. Jax atingiu The Annihilator em Ripley para quase cair. No clímax, Ripley acertou um Superplex e um Riptide em Jax para reter o título. Depois, Ripley comemorou com sua família, que estava sentada na primeira fila.

## Resultados
| Nº                                          | Resultados | Estipulações                                                                                       | Tempo |
| ------------------------------------------- | --- | -------------------------------------------------------------------------------------------------- | ----- |
| Pré- show                                   | The Kabuki Warriors (Asuka e Kairi Sane) (c) (com Iyo Sky) derrotaram Candice LeRae e Indi Hartwell                                      | Luta de duplas pelo Campeonato de Duplas Feminino                                                  | 8:55  |
| 1                                           | Becky Lynch derrotou Bianca Belair, Liv Morgan, Tiffany Stratton, Naomi e Raquel Rodriguez                                               | Luta Elimination Chamber para uma luta pelo Campeonato Mundial Feminino na WrestleMania XL         | 32:15 |
| 2                                           | The Judgment Day (Finn Bálor e Damian Priest) (c) (com "Dirty" Dominik Mysterio) derrotaram New Catch Republic (Pete Dunne e Tyler Bate) | Luta de duplas pelo Undisputed WWE Tag Team Championship                                           | 17:25 |
| 3                                           | Drew McIntyre derrotou Randy Orton, Bobby Lashley, LA Knight, Kevin Owens e Logan Paul                                                   | Luta Elimination Chamber por uma luta pelo Campeonato Mundial dos Pesos Pesados na WrestleMania XL | 36:55 |
| 4                                           | Rhea Ripley (c) derrotou Nia Jax | Luta individual pelo Campeonato Mundial Feminino                                                   | 14:35 |
| (c) – Refere-se aos campeões antes da luta. | | |       |

### Luta Elimination Chamber Feminina
| Ordem de eliminação | Lutadora         | Entrada | Eliminada por:   | Método  | Tempo |
| ------------------- | ---------------- | ------- | ---------------- | ------- | ----- |
| 1                   | Naomi            | 2       | Tiffany Stratton | Pinfall | 13:30 |
| 2                   | Tiffany Stratton | 3       | Liv Morgan       | Pinfall | 22:55 |
| 3                   | Raquel Rodriguez | 5       | Bianca Belair    | Pinfall | 25:05 |
| 4                   | Bianca Belair    | 6       | Liv Morgan       | Pinfall | 32:10 |
| 5                   | Liv Morgan       | 4       | Becky Lynch      | Pinfall | 32:16 |
| Vencedora           | Becky Lynch      | 1       |                  |         | 32:16 |

### Luta Elimination Chamber Masculina
| Ordem de eliminação | Lutador       | Entrada | Eliminado por: | Método  | Tempo |
| ------------------- | ------------- | ------- | -------------- | ------- | ----- |
| 1                   | Bobby Lashley | 4       | Drew McIntyre  | Pinfall | 21:30 |
| 2                   | LA Knight     | 1       | Drew McIntyre  | Pinfall | 24:20 |
| 3                   | Kevin Owens   | 3       | Randy Orton    | Pinfall | 28:00 |
| 4                   | Logan Paul    | 6       | Randy Orton    | Pinfall | 32:35 |
| 5                   | Randy Orton   | 5       | Drew McIntyre  | Pinfall | 36:55 |
| Vencedor            | Drew McIntyre | 2       |                |         | 36:55 |

### Undisputed WWE Tag Team Championship Contender Series (2024)
|  |                                                              |                                                              |                                                              |                         |                         |                                        |                                        |                                   |
|  | Semifinais (SmackDown, 2 de fevereiro) (Raw, 5 de fevereiro) | Semifinais (SmackDown, 2 de fevereiro) (Raw, 5 de fevereiro) | Semifinais (SmackDown, 2 de fevereiro) (Raw, 5 de fevereiro) |                         |                         | Final (SmackDown, 9 de fevereiro)      | Final (SmackDown, 9 de fevereiro)      | Final (SmackDown, 9 de fevereiro) |
|  | Semifinais (SmackDown, 2 de fevereiro) (Raw, 5 de fevereiro) | Semifinais (SmackDown, 2 de fevereiro) (Raw, 5 de fevereiro) | Semifinais (SmackDown, 2 de fevereiro) (Raw, 5 de fevereiro) |                         |                         | Final (SmackDown, 9 de fevereiro)      | Final (SmackDown, 9 de fevereiro)      | Final (SmackDown, 9 de fevereiro) |
|  | SmackDown                                                    |                                                              |                                                              |                         |                         |                                        |                                        |                                   |
|  |                                                              |                                                              |                                                              |                         |                         |                                        |                                        |                                   |
|  | Pete Dunne e Tyler Bate                                      | Pete Dunne e Tyler Bate                                      | Pin                                                          |                         |                         |                                        |                                        |                                   |
|  | Pete Dunne e Tyler Bate                                      | Pete Dunne e Tyler Bate                                      | Pin                                                          |                         |                         |                                        |                                        |                                   |
|  | Pretty Deadly (Kit Wilson e Elton Prince)                    | Pretty Deadly (Kit Wilson e Elton Prince)                    | 9:26                                                         |                         |                         |                                        |                                        |                                   |
|  | Pretty Deadly (Kit Wilson e Elton Prince)                    | Pretty Deadly (Kit Wilson e Elton Prince)                    | 9:26                                                         |                         |                         |                                        |                                        |                                   |
|  | Latino World Order (Cruz Del Toro e Joaquin Wilde)           | Latino World Order (Cruz Del Toro e Joaquin Wilde)           | —                                                            |                         |                         |                                        |                                        |                                   |
|  | Latino World Order (Cruz Del Toro e Joaquin Wilde)           | Latino World Order (Cruz Del Toro e Joaquin Wilde)           | —                                                            |                         |                         |                                        |                                        |                                   |
|  | Legado Del Fantasma (Angel e Humberto)                       | Legado Del Fantasma (Angel e Humberto)                       | —                                                            |                         |                         |                                        |                                        |                                   |
|  | Legado Del Fantasma (Angel e Humberto)                       | Legado Del Fantasma (Angel e Humberto)                       | —                                                            |                         |                         |                                        |                                        |                                   |
|  |                                                              |                                                              |                                                              | Pete Dunne e Tyler Bate | Pete Dunne e Tyler Bate | Pin                                    |                                        |                                   |
|  |                                                              |                                                              |                                                              | Pete Dunne e Tyler Bate | Pete Dunne e Tyler Bate | Pin                                    |                                        |                                   |
|  | Raw                                                          | Raw                                                          | Raw                                                          |                         |                         | #DIY (Johnny Gargano e Tommaso Ciampa) | #DIY (Johnny Gargano e Tommaso Ciampa) | 8:40                              |
|  | Raw                                                          | Raw                                                          | Raw                                                          |                         |                         | #DIY (Johnny Gargano e Tommaso Ciampa) | #DIY (Johnny Gargano e Tommaso Ciampa) | 8:40                              |
|  | #DIY (Johnny Gargano e Tommaso Ciampa)                       | #DIY (Johnny Gargano e Tommaso Ciampa)                       | Pin                                                          |                         |                         |                                        |                                        |                                   |
|  | #DIY (Johnny Gargano e Tommaso Ciampa)                       | #DIY (Johnny Gargano e Tommaso Ciampa)                       | Pin                                                          |                         |                         |                                        |                                        |                                   |
|  | The Creed Brothers (Brutus Creed e Julius Creed)             | The Creed Brothers (Brutus Creed e Julius Creed)             | —                                                            |                         |                         |                                        |                                        |                                   |
|  | The Creed Brothers (Brutus Creed e Julius Creed)             | The Creed Brothers (Brutus Creed e Julius Creed)             | —                                                            |                         |                         |                                        |                                        |                                   |
|  | Imperium (Giovanni Vinci e Ludwig Kaiser)                    | Imperium (Giovanni Vinci e Ludwig Kaiser)                    | 17:30                                                        |                         |                         |                                        |                                        |                                   |
|  | Imperium (Giovanni Vinci e Ludwig Kaiser)                    | Imperium (Giovanni Vinci e Ludwig Kaiser)                    | 17:30                                                        |                         |                         |                                        |                                        |                                   |
|  | The New Day (Kofi Kingston e Xavier Woods)                   | The New Day (Kofi Kingston e Xavier Woods)                   | —                                                            |                         |                         |                                        |                                        |                                   |
|  | The New Day (Kofi Kingston e Xavier Woods)                   | The New Day (Kofi Kingston e Xavier Woods)                   | —                                                            |                         |                         |                                        |                                        |                                   |